# Belagerung von Calais (1596)
Westeuropa

Oosterweel – Dahlen – Heiligerlee – Jemgum – Jodoigne – Le Quesnoy – Brielle – Mons – Goes – 1. Mechelen – Naarden – Middelburg – Haarlem – Alkmaar – Geertruidenberg – Leiden – Delft – Valkenburg – Mooker Heide – Schoonhoven – Zierikzee – 1. Antwerpen – Gembloux – Rijmenam – 1. Deventer – Borgerhout – 1. Maastricht – 2. Mechelen – 1. Steenwijk – Kollum – 1. Breda – Noordhorn – Niezijl – Lochem – Lier – Eindhoven – Steenbergen – Ghent – Aalst – 2. Antwerpen – IJsseloord – Empel – Boksum – 1. Grave – 1. Venlo – Axel – Neuss – 1. Rheinberg – Zutphen – 1. Sluis – 1. Bergen-op-Zoom – 2. Geertruidenberg – 2. Breda – 2. Zutphen – 2. Deventer – Delfzijl – Knodsenburg – 1. Hulst – Nijmegen – Rouen – Caudebec – 2. Steenwijk – 1. Coevorden – 3. Geertruidenberg – 2. Coevorden – Groningen – Huy – 1. Groenlo – Lippe – Calais – 2. Hulst – Turnhout – 2. Rheinberg – 1. Moers – 2. Groenlo – Bredevoort – Enschede – Ootmarsum – 1. Oldenzaal – 1. Lingen – 1. Schenckenschans – Zaltbommel – Rees – San Andreas – Nieuwpoort – 3. Rheinberg – Ostende – 1. 's-Hertogenbosch – 2. Grave – Hoogstraten – 3. Sluis
Zwölfjähriger Friede

2. Lingen – 3. Groenlo – Aachen – Jülich – 2. Bergen op Zoom – Fleurus – 3. Breda – 2. Oldenzaal – 4. Groenlo – 2. 's-Hertogenbosch – Slaak – 2. Maastricht – Leuven – 2. Schenkenschans – 4. Breda – 2. Venlo – Kallo – 3. Hulst
Europäische Gewässer

Vlissingen – Borsele – Haarlemmermeer – Zuiderzee – Schelde – Lillo – Ponta Delgada – Bayona Islands – Golf von Almería – 1. Cadiz – Azoren – Straße von Dover – 2. Sluis – 1. Kap St. Vincent – 1. Gibraltar – 2. Gibraltar – 2. Cadiz – Lizard Point – Dünkirchen – Calais – Downs – 2. Kap St. Vincent – 2. St. Martin
Amerika

Bahia – Matanzas – St. Martin – San Juan – Abrolhos – Pernambuco – Südchile
Ostindien

Playa Honda – 1. San Salvador – 2. San Salvador – La Naval de Manila – Puerto de Cavite

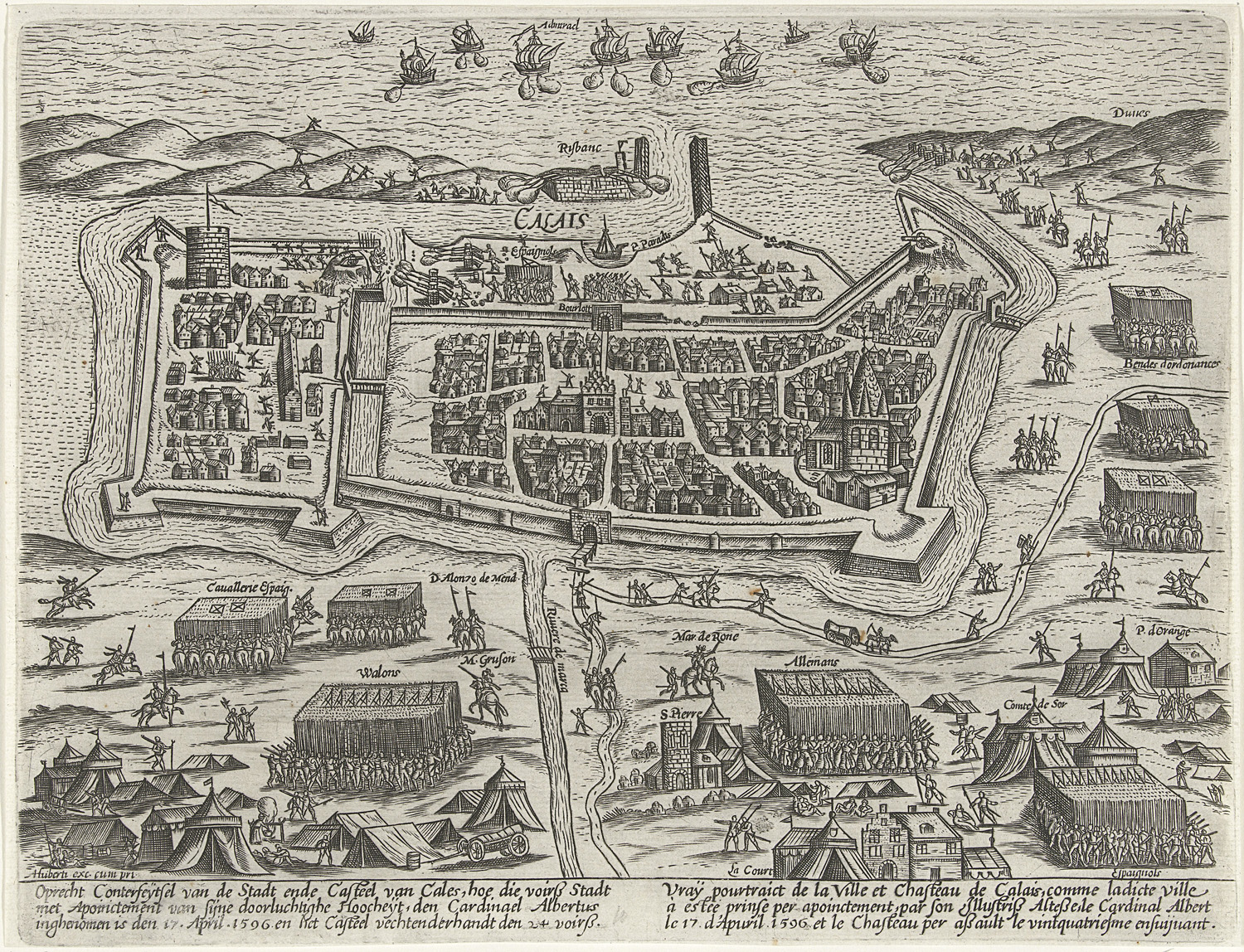
Die Belagerung von Calais 1596, Gravur, Anonym 1613/15, Rijksmuseum Amsterdam

Die Belagerung von Calais im Jahr 1596, auch bekannt als die „spanische Eroberung von Calais“, fand in der strategisch wichtigen Hafenstadt Calais zwischen dem 8. und 24. April 1596 als Teil des französisch-spanischen Krieges (1595–1598) im Kontext des Achten Hugenottenkrieges, des Englisch-Spanischen Krieges (1585–1604) und des Achtzigjährigen Krieges statt. Die Belagerung endete, als die Stadt nach einer kurzen und intensiven Belagerung durch die spanische Flandernarmee unter dem Kommando von Erzherzog Albrecht von Österreich, Statthalter der habsburgischen Niederlande, in spanische Hände fiel. Die französischen Truppen in der Zitadelle von Calais leisteten noch einige Tage lang Widerstand, doch schließlich stürmten die spanischen Truppen unter der Führung von Don Luis de Velasco y Velasco, Graf von Salazar, am 24. April die Festung und eroberten sie, wobei sie einen vollständigen Sieg errangen. Der spanische Erfolg war die erste Aktion des Feldzugs von Erzherzog Albrecht im Jahr 1596.

## Hintergrund
Seit 1562 befand sich Frankreich in den französischen Religionskriegen, in denen Spanien regelmäßig zugunsten der Katholischen Liga intervenierte, vor allem bei der Belagerung von Paris (1590) oder Rouen (1591) und anderen Schlachten wie Craon (1592) oder der Befreiung von Blaye (1593). Aber erst 1595 wurde der Krieg zwischen den beiden Ländern durch den neuen König Heinrich IV. von Frankreich, der im Jahr zuvor zum Katholizismus konvertiert war und in Paris zur Krönung empfangen wurde, offiziell erklärt.
Heinrich IV. versuchte, große Teile Nordfrankreichs von den feindlichen spanisch-französischen katholischen Truppen zurückzuerobern. Im Jahr 1595 ergriff das spanische Heer unter der Führung von Don Pedro Henriquez de Acevedo, Graf von Fuentes, die Initiative und eroberte zahlreiche französische Städte, Burgen und Dörfer, darunter auch Doullens. Im Frühjahr 1596 belagerte das französische Heer unter der Führung von Heinrich IV. die Stadt La Fère, die von der Katholischen Liga kontrolliert wurde.
Nach dem Tod des Erzherzogs Ernst von Österreich am 20. Februar 1595 in Brüssel wurde Erzherzog Albrecht von Philipp II. von Spanien vom spanischen Hof in Madrid nach Brüssel geschickt, um die Nachfolge seines älteren Bruders als Generalgouverneur der Spanischen Niederlande anzutreten, eine Aufgabe, die bis zur Ankunft Albrechts in den Niederlanden Don Pedro Henríquez de Acevedo, Graf von Fuentes, übertragen war. Er zog am 11. Februar 1596 in Brüssel ein, und seine erste Priorität war der Konflikt mit Heinrich IV. von Frankreich. Am 29. März verließ Albrecht Brüssel und begab sich nach Valenciennes, wo er auf die Streitkräfte des spanischen Heeres von Flandern traf, das Ende März nach Frankreich vorrückte, aber anstatt es zur Ablösung von La Fère zu schicken, wandte es sich nach Calais, wo es am 8. April eintraf.

## Belagerung von Calais

### Hafenstadt Calais
Die französischen Truppen in Calais wurden von den spanischen Truppen unter der Führung von Erzherzog Albrecht völlig überrascht. Heinrich IV. stand kurz davor, die Stadt La Fère in der Picardie nach einer langen und kostspieligen Belagerung von der Katholischen Liga Frankreichs und ihren spanischen Verbündeten einzunehmen, und konnte keine Truppen zur Entlastung von Calais entbehren, und seine englischen und niederländischen Verbündeten reagierten zu langsam. Die englische Königin Elisabeth schlug vor, ihren damaligen Lieblingsbefehlshaber Sir Robert Devereux, 2. Earl of Essex, mit 6.000 bis 8.000 Soldaten zur Unterstützung der französischen Verteidiger in Calais zu entsenden, doch Elisabeth verlangte von Heinrich, dass Calais nach ihrem Eingreifen wieder unter englische Herrschaft fallen sollte. Doch während die beiden Monarchen stritten, war die Arbeit der spanischen Truppen von entscheidender Bedeutung, was es den Engländern unmöglich machte, zu helfen. Außerdem eilte Moritz von Oranien nach Bekanntwerden der Nachricht nach Zeeland, um ein Entsatzheer und eine Flotte zur Befreiung von Calais vorzubereiten, doch die Stadt fiel an dem Tag, an dem die ersten niederländischen Schiffe auslaufen wollten.

### Hilfskräfte
Nach zehntägiger Belagerung fiel die Stadt an die Spanier, und nur die Zitadelle blieb in französischer Hand. Der französische General François d’Orléans-Longueville, Herzog von Fronsac und Château-Thierry, versuchte, die Belagerung auf dem Seeweg zu durchbrechen und der Stadt mit Nachschub und frischen Truppen zu helfen, wurde aber durch den Beschuss der spanischen Artillerie erfolgreich aufgehalten. Schließlich versuchte auch Heinrich IV., der um die Bedeutung des Verlusts einer der wichtigsten Hafenstädte Frankreichs wusste (am 3. August 1347 wurde Calais im Hundertjährigen Krieg von Eduard III. von England erobert, wodurch es zu einer starken englischen Bastion in Frankreich wurde, und stand unter englischer Herrschaft, bis die französische Armee unter dem Kommando von Franz, Herzog von Guise, die Stadt am 8. Januar 1558 zurückeroberte und während des letzten Italienischen Krieges unter französische Souveränität stellte), die Stadt zu befreien, und mit einem großen Teil seiner Truppen machte sich Heinrich auf den Weg nach Calais.

### Zitadelle von Calais
Am Mittwoch, dem 24. April, stürmten die spanischen Truppen unter der Führung von Don Luis de Velasco die Zitadelle. Alle kämpften mit großem Mut, aber die französischen Truppen waren dem Geschick und der Erfahrung der professionellen spanischen und wallonischen Sturmtruppen nicht gewachsen. Die Franzosen verloren bei dem Angriff Tausende von Männern, ein großer Teil wurde gefangen genommen. Die Spanier verloren etwa 200 Tote und Verwundete. Der Gouverneur von Calais, Seigneur de Widessan, und einige seiner Hauptleute wurden hingerichtet. In der Zitadelle erbeuteten die Spanier einen wertvollen Schatz, der unter anderem aus einer großen Menge an Gold- und Silbermünzen, Pferden und einer großen Menge an Schießpulver und Vorräten bestand. Mit der Einnahme der Zitadelle war die gesamte Stadt unter spanischer Kontrolle, und die Hoffnungen Heinrichs IV., die Stadt unter seiner Kontrolle zu behalten, schwanden.
Die Einnahme der Zitadelle von Calais war die erste militärische Aktion, die der flämische Künstler Jan Snellinck für eine Reihe von Wandteppichen mit dem Titel „Die Schlachten des Erzherzogs Albrecht“ nutzte, die sich heute im Besitz des Patrimonio Nacional befinden.[15]

## Konsequenzen
Die Eroberung der Stadt durch das spanische Heer von Flandern unter Erzherzog Albrecht war ein durchschlagender Sieg und ein schwerer Schlag für Heinrich IV. von Frankreich und seine protestantischen Verbündeten. Calais war von strategischer Bedeutung, da es Spanien zusammen mit Dünkirchen einen hervorragenden Hafen zur Kontrolle des Ärmelkanals bot. Nachdem Albrecht eine starke Garnison zurückgelassen hatte, rückte er mit dem Heer zur nahe gelegenen Festung Ardres vor.
Die französischen Verteidiger leisteten erbitterten Widerstand, mussten sich aber am 23. Mai der klaren Überlegenheit der spanischen Truppen geschlagen geben. Am Tag vor der spanischen Einnahme von Ardres fiel La Fère schließlich nach einer ehrenvollen Kapitulation der französisch-spanisch-katholischen Truppen unter dem Kommando von Don Álvaro de Osorio an die Truppen Heinrichs IV. Das nächste Ziel Albrechts war Hulst an der niederländischen Front. Mitte Juli begann der Angriff auf die Stadt, und etwas mehr als einen Monat später kapitulierte Hulst vor den Spaniern, trotz der Bemühungen von Prinz Maurice von Nassau, die Stadt zu befreien.
Calais war zwei Jahre lang unter spanischer Kontrolle, bevor es nach dem Frieden von Vervins 1598 von Spanien an Frankreich abgetreten wurde.